# ドゥカティ・モンスター

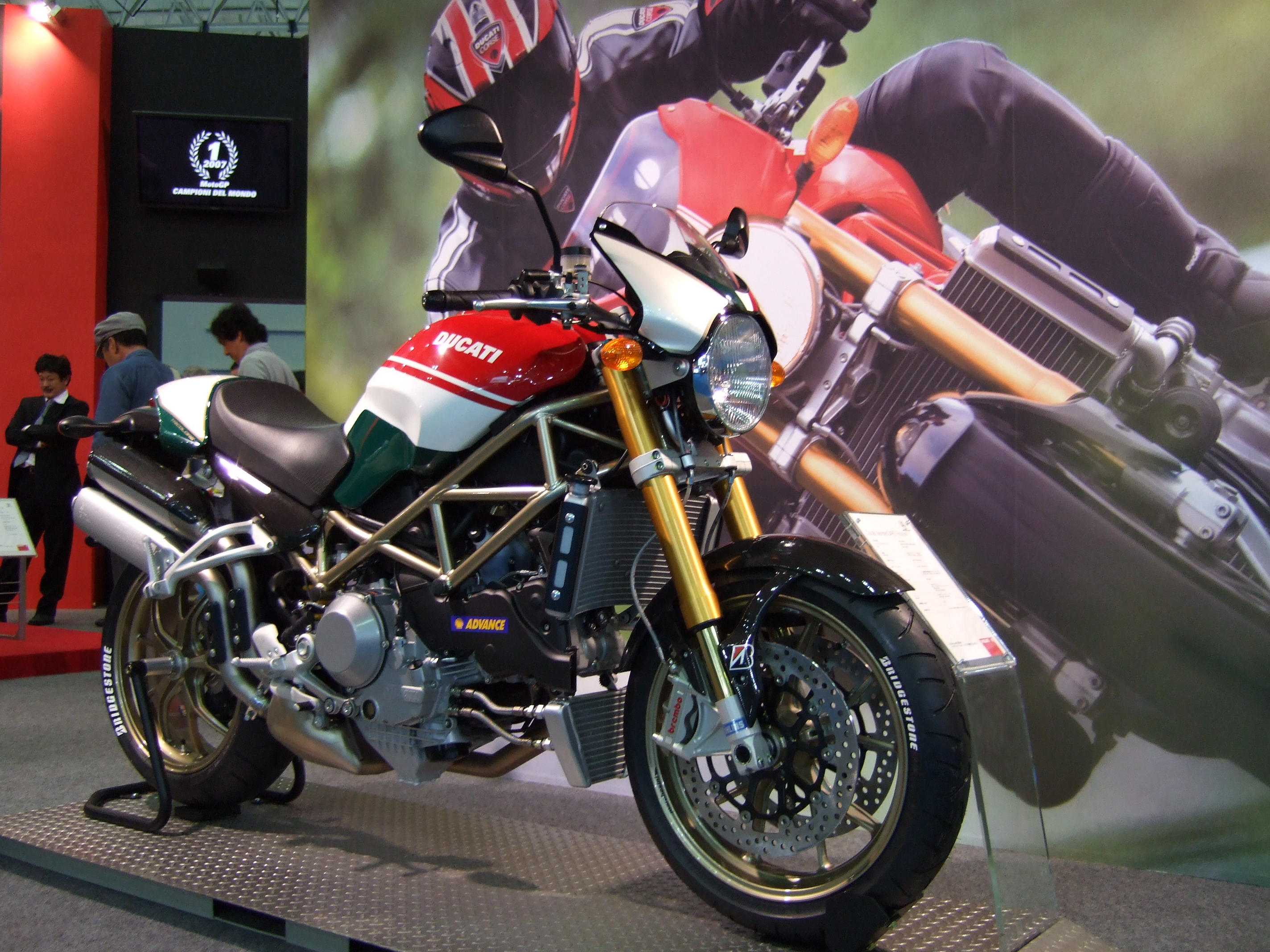
ドゥカティ・モンスターS4RSトリコローレ(2008年)

モンスター(Monster)とは、イタリアのオートバイメーカーであるドゥカティが1993年から製造販売するオートバイの車種である。設計はミゲール・A・ガルーツィ。

## 概要
モンスターは、現在のドゥカティのネイキッドタイプの主流車種であり、スポーツクラシック・シリーズが登場するまでは、近年のドゥカティでは唯一のネイキッドバイクでもあった。
モンスターが登場する以前のドゥカティは、スーパースポーツ等のカウル付きスポーツバイクに強いというイメージが強かった。そんな折に登場したのがモンスターである。
モンスターは、当時はまだ普遍的なデザインを採用することの多かったネイキッドバイクとしては珍しく先進的な特徴ある外観を採用。また車両性能は他社のネイキッドバイクと比べてスポーティなものであった。こうしたコンセプトが受け入れられ、現在まで概ね基本的なデザインを変えることなく、人気車種として継続している。

## 車両解説
特徴的な巨大な燃料タンクや、脱着可能なシングルシートカウル、当時のネイキッドとしては珍しい倒立式フロントフォーク等、特徴あるデザインや装備を採用。
エンジンは、デスモドロミック90度V型2気筒というドゥカティ伝統の「Lツイン」を搭載し、その出力性能は同社のスポーツバイクに比べてやや中低速寄り。
フレームはドゥカティ伝統の鋼管トレリスフレームを採用。当初は851系を基にしたフレームとリアサスペンション方式を採用していたが、2001年のS4を筆頭に、翌2002年には400を除く全排気量でST系を基にしたフレームとリアサスペンション方式に変更された。(400も遅れて2004年から変更された)

## モデル一覧

### 現行車種
2017年モデル
空冷　797、797Plus(111万～116万)　
(日本導入は2017年6月、空冷復活)
水冷　821,821Stripe(138万～145万)
1200,1200S,1200R(175万～225万)
2016年モデル
空冷 なし
水冷 821,1200,1200S,1200R
2015年モデル
2014年モデル
空冷 696,796
水冷 1200,1200S

#### 1200/1200S
エンジン：テスタストレッタ 11°（2014年の現行ムルティストラーダやディアベルと同様の第2世代＝改良型）
フレーム、サブフレーム、リアサスペンションの取付位置がシリンダーヘッドに変更。
スペック：イタリア本国仕様、1200は 135hp／8,750rpm＆12.0kgm／7,250rpm、1200Sは 145hp／8,750rpm＆12.7kgm／7,250rpm となる。日本仕様では両モデルとも共通 126hp／7,250rpm＆12.2kgm／7,000rpm。
各制御：DSPは3レベル、ABSは8レベル、DTCの制御は3種類のライディングモード（アーバン、ツーリング、スポーツ）。
燃料タンク：17.5 リットルのスチール製。
ホイールベース：モンスター1100EVOより61mm 長い1,511mm。
軽量化と低重心化：新型トラスフレームで 1.23kg、スチールパイプシートレールで 1.1kg、モンスター1200S の前後ホイールで 1.1kg が図られている。
フロントブレーキ：1200S ブレンボ製 M50 ラジアルマウントキャリパーと 330mm 径ディスク。フロントフォーク：1200S  48mm 径オーリンズ製倒立フォーク。
リアサスペンション：カンチレバー式、モンスター1200S オーリンズ製ピギー・バック・リザーバー付きダンパーを一体化したフルアジャスタブル。1200 スプリングプリロードと伸び側ダンパー調整可能なザックス製。
仕様：エンジン形式 = テスタストレッタ11°DS L型2気筒 4バルブデスモドロミック 水冷。総排気量 = 1,198.4cc。ボア×ストローク = 106×67.9mm。車両重量 = 209kg。シート高 = 745 又は 770mm 可変。燃料タンク容量 = 17.5リットル。Fタイヤサイズ = 120/70ZR17。Rタイヤサイズ = 190/55ZR17。
価格 1200S = 181万円 ※2014年7月現在（消費税込み）日本発売開始 2014年7月から。(10月31日までの限定販売車両：Monster Hunter version タンク等塗装デザインのコラボ車)

#### 821
Monster821 2014年5月発表。
水冷821cc,テスタストレッタ11°エンジン。112hp/9250rpm。9.1kgm/7750rpm。
車両重量205.5kg（乾燥重両179.5kg）
イタリアでは、2014年7月から販売開始。

### 2013年
696,796,1100evo（各排気量　2013年：20th ANNIVERSARYモデル、初代モンスターを彷彿させるデザイン)

#### 1200/1200S
2013年11月発表, (2014年7月26日　日本デビュー)
水冷、排気量1198cc, 
1200 ：最高出力 100.7kw(135hp)/8750rpm、最大トルク 118.0Nm/7250rpm(イタリア本国仕様), 
1200S：最高出力 108.2Kw(145hp)/8750rpm、最大トルク 124.5Nm/6000rpm(イタリア本国仕様), 
エンジン：テスタストレッタ11, 
ホイールベース：1151mm (1100の1450mmから1511mmへ、61mm延長), 
トラクションコントロール(8段階,可変), 
ABS(9MPマルチキャリブレーションABS),  
フルカラーTFT液晶ディスプレイ, 
シートの高さを785mmから810mmの間で自由に可変。

#### 1100evo
2011年〜2013年
空冷、排気量1078cc、装備重量188kg、最高出力100hp/7500rpm、最大トルク10.5kg/6000rpm
DSP((トラクションコントロール+ABS)採用、1100との違い多数。
クラッチは乾式から湿式。エンジンはデスモドゥエ・エボルツイオーネに変更、軽量化。マフラーは右下へ2本出し。
カラーデザインは、フェンダー、タンク、シートカバーにストライプラインが入る。ハンドル位置は20mm高く。
シート形状はフラットへ。ホイールはスポーク形状変更、軽量化。サスペンションメーカー変更。
（特別仕様　2012年monster Diesel :イタリアのファッションブランド“ディーゼル”とのコラボモデル、ディーゼルのデザイナーがミリタリー風のカラーリングおよび外装を手掛ける）

#### 1100/1100S
2009年3月デリバリー開始。〜2011年。
排気量1100ccデュアルスパークエンジン搭載、696同様のシャーシ構造ながらリアを片持ちスイングアームにするなど外観上の違いがある。Sは標準でフロントとリアサスペンションがオーリンズ社製を装備している。

#### 796
2009年発表（デビュー2010年）
空冷、排気量803cc、装備重量188kg、乾燥重量169kg(ABS付)、最高出力87hp/8250rpm、最大トルク8.0kg/6250rpm
リアは片持ちスイングアーム。フロントフォーク：2009年ショーワ製,2011年マルゾッキ製、2013年カヤバ製、
2015年3月 後続を821へ譲る（2015年度カタログへの記載なし）

#### 696
2008年6月発表、8月デリバリー開始。
排気量696cc、装備重量186kg、乾燥重量161kg、最大出力80PS/9000rpm、最大トルク7.0kg/7750rpm
1994年以来初めてのフルモデルチェンジを施したモデル。シリーズ最低シート高を誇る。ラジアルマウント4ポットキャリパー搭載。タンクは左右分割式の樹脂製カバーに変えられている。

### 生産終了車種

#### 空冷エンジン

##### 900
モンスターという名前で最初に発表された車種。初代はドゥカティ・851のフレームにスーパースポーツの空冷エンジンを組み合わせた異色のネイキッドバイクであった。1993年に発表され、細部に改良を加えられながらも外観はほとんど変わらずに2002年まで販売を続けたが、後継の1000と交代で販売を終了した。

##### 600
900に続いてモンスターとして二番目に発表された車種で、1994年から2001年まで販売された。

##### 620
600の後継車種として発表され、2002年から2005年まで販売された。

##### 750
900と600に続いてモンスターとして三番目に発表された車種で、1996年から2002年まで販売された。

##### 800
750の後継車種として発表され、2003年から2004年まで販売された。燃料供給がインジェクション化されたため、800ieと称する。

##### 1000
2003年に900の後継車種として発表され、2005年まで販売された。両持ち式スイングアームや車体両側に1本ずつの2本出しマフラーなど、旧世代の外観を残した最後の上位車種となった。(ただし下位モデルである695や400は未だに旧世代の外観である)

##### S2R800
S2Rシリーズの基本車種。リアの片持ち式スイングアームや右二本出しサイレンサーなど、外見は先に発売されたS4Rに準ずる。排気量803cc空冷2バルブエンジンを搭載しており、最大出力は56.7kW/77psである。バックトルク制御効果を持ちクラッチ操作に必要な力が少なくなるAPTCシステムを採用している。発表当初の2005年には、S2Rはこの排気量のモデルしかなかったので、この年だけは単に「S2R」と呼ばれていた。

##### S2R1000
通称S2Rシリーズの上位車種。排気量1000cc空冷2バルブ・デュアルスパーク(DS)エンジンを搭載しており、最大出力は70kW/95psである。S2R800に続いて2006年に発表された。S2R800と異なり、クラッチは旧来の乾式が使われている。

##### 695
620の後継として2006年に発表された車種。(ただしモデルイヤーは2007年からとされている)従来の620と比べデザインはあまり変わってはいないが、排気量は695ccまで拡大され、最大出力は53.7kW/73psに向上している。また、シート高も下げられているのが特徴である。フィアット社のパンダの特別仕様としてこの695とコラボレートしたPANDA MONSTER 695が車名に因んで695台限定で発売された事がある。

##### 400
日本市場向け専用に販売されている車種。排気量398cc空冷2バルブエンジンを搭載しており、現行年式では最大出力32.4kW/44psである。1996年まででいったん販売を終了していたが、日本市場からの強い要望もあり2000年から復活した。実質的に、過去の600/620や現行の695を基に排気量を縮小したものであり、年式ごとの違いも概ね600/620/695に準じる。

#### 水冷エンジン

##### S4
2001年に登場した、モンスター・シリーズ初となる水冷4バルブエンジンを搭載した車種。排気量は916ccで最大出力は74kW/101psであった。2002年には、スーパーバイク世界選手権で活躍したカール・フォガティを記念した高性能な限定車種であるS4フォガティ(81kW/110ps)も併売された。S4そのものは2003年まで販売され、翌年発表されたS4Rと交代で販売を終了した。

##### S4R
2004年にS4の後継モデルとして発表された車種。排気量996cc水冷4バルブエンジンを搭載し、最大出力は86.1kW/117psであった。先代となるS4との大きな違いはその外観であり、燃料タンクの造形など基本的な外観は踏襲しつつ、片持ち式スイングアームやシートカウル右側にまとめられた2本出しマフラーが新たに採用された。エンジンは、S4よりも排気量が拡大されて996ccとなった。2006年に後継モデルのS4Rテスタストレッタが先行発表されて1年間併売となり、そのまま2006年で販売を終了した。

##### S4Rテスタストレッタ
2005年11月から先行発表(そのため年式としては2007年とされる)された、水冷エンジンを搭載するモンスターのうち基本となる車種。エンジンは排気量998ccの水冷4バルブと先代のS4Rとほぼ変わらない排気量だが、「テスタストレッタ」と呼ばれる小型化されたシリンダーヘッドを持つエンジンを搭載しており、最大出力(95.6kW/130ps)等の性能が高まっている。前後のサスペンションにショーワ製の全調整式を採用している。

##### S4RSテスタストレッタ
2006年から登場した、S4Rの上位車種。エンジンはS4Rと同様の排気量998cc水冷4バルブの「テスタストレッタエンジン」を搭載し、最大出力や最大トルクといった性能はS4Rテスタストレッタと同じである。S4Rテスタストレッタとの主な違いは、前後のサスペンションにオーリンズ製の全調整式を採用する点と、カーボンファイバー製外装部品を多く採用する点などである。なお限定仕様車として、S4RSトリコローレ(2008年)が存在する。この車両は日本国内では限定30台のみ販売され、その名の通りイタリア国旗をあしらったペイントが施されている。ちなみにドゥカティの歴史においてトリコロールカラーはフラッグシップモデルのみに限定して与えられてきたものである。